# Alois Jedlička (hudebník)
Alois Jedlička (německy Alois Jedliczka, rusky Алоиз Вячеславович Едличка / Alois Vjačeslavovič Jedlička, 14. prosince 1821, Kukleny - 1894, Poltava) byl český hudební skladatel a učitel hudby působící v ukrajinské části carského Ruska.

## Život
Alois Jedlička se narodil v Hradci Králové. Také jeho bratr Václav Jedlička byl hudební skladatel (autor smyčcového kvartetu podle opery G. Meyerbeera „Prorok“), pedagog a veřejný činitel.
V roce 1842 Alois vystudoval Pražskou konzervatoř, kde byl žákem Bedřicha Diviše Webera a Giovanniho Battisty Gordigianiho.
V roce 1848 se přestěhoval do Poltavy, kde vyučovl na Ústavu šlechtických dívek. Mezi jeho žákyně patřila mj. budoucí operní pěvkyně Alexandra Santagano.
Jedlička je autorem vlastních klavírních skladeb a písní, ale znám je především díky sbírce klavírních úprav ukrajinských lidových písní v albu „Собрание 100 малороссийских песен“ (Sbírka 100 maloruských písní) z roku 1861, znovu vydaná v Jurgensonově nakladatelství v roce 1869.
Kromě toho také aranžoval hudbu Opanase Markovyče k dramatu Ivana Kotljarevského „Natalka Poltavka“.
Jeho syn Ernst Jedlička (Jedliczka) byl klavírista a hudební pedagog.